# Kênh mua sắm
Các kênh mua sắm (còn được gọi là teleshopping) là một loại kênh truyền hình đặc biệt dành cho mua sắm tại nhà. Các định dạng của họ thường có các bài thuyết trình trực tiếp và trình diễn các sản phẩm, được tổ chức bởi những người thuyết trình trực tuyến và người phát ngôn khác, những người cung cấp một bài thuyết trình cho sản phẩm. Người xem cũng được hướng dẫn về cách họ có thể đặt hàng sản phẩm. Các kênh mua sắm có thể tập trung chủ yếu vào hàng hóa chính thống, hoặc các danh mục chuyên biệt hơn như thời trang và trang sức cao cấp. Thuật ngữ này cũng có thể áp dụng cho các kênh có nội dung chỉ bao gồm quảng cáo.
Khái niệm này lần đầu tiên được phổ biến ở Hoa Kỳ vào những năm 1980, khi Lowell "Bud" Paxson và Roy Speer ra mắt một kênh truyền hình cáp địa phương có tên là Câu lạc bộ mua sắm tại nhà, sau đó ra mắt trên toàn quốc với tên Mạng mua sắm tại nhà. Sau đó, nó đã giành được sự cạnh tranh từ QVC, người cuối cùng sẽ có được HSN vào năm 2017. Các kênh mua sắm tại nhà ban đầu dựa vào đặt hàng qua điện thoại, nhưng đã được yêu cầu nhấn mạnh mua sắm trực tuyến như một phần của mô hình kinh doanh của họ để cạnh tranh với các đối thủ cạnh tranh trực tuyến (trong khi phân biệt với việc sử dụng các quảng cáo trên truyền hình và cung cấp tiềm năng để lôi kéo khách hàng tiềm năng).